# Химна Грузије
Тависуплеба (грузијски: თავისუფლება) је званична химна Грузије од 2004. године. У преводу значи слобода. Нова химна усвојена је заједно са новом државном заставом и грбом . Државни симболи промењени су након свргавања власти после мирних протеста током Револуције ружа .

## Текст химне
| Грузијски | Транслитерација |
| --- | --- |
| ჩემი ხატია სამშობლო, სახატე მთელი ქვეყანა, განათებული მთა-ბარი, წილნაყარია ღმერთთანა. თავისუფლება დღეს ჩვენი მომავალს უმღერს დიდებას, ცისკრის ვარსკვლავი ამოდის ამოდის და ორ ზღვას შუა ბრწყინდება, და დიდება თავისუფლებას, თავისუფლებას დიდება. | Чеми хаҭиа самшобло, Сахаҭе мтели квеќана, Ганатебули мта-бари, Ҵилнаќариа Ғмерттана. Тависуплеба дғес чвени Момавалс умғерс дидебас, Цисқрис варсқвлави амодис Амодис да ор зғвас шуа брҵќиндеба. Да дидеба тависуплебас, Тависуплебас дидеба! |